# コルチャ州
コルチャ州（アルバニア語: Qarku i Korçës、英語: Korçë County）は、アルバニアの州である。州都はコルチャ。面積は3,710.32平方キロメートル。人口は260,890人(2008年)。ギリシャ・マケドニアと国境を接する山岳地帯で、ジロカストラ州・ベラト州・エルバサン州と州境を接している。

## 下部行政区画
- コルチャ県
- デヴォル県
- コロニャ県
- ポグラデツ県